# Jours sauvages
Pour plus de détails, voir Fiche technique et Distribution.
Jours sauvages est un drame romantique français réalisé par David Lanzmann, sorti en 2023.

## Fiche technique
Sauf indication contraire, les informations mentionnées dans cette section peuvent être confirmées par les bases de données cinématographiques IMDb et Allociné,  présentes dans la section « Liens externes ».
- Titre original : Jours sauvages
- Réalisation : David Lanzmann
- Scénario : David Lanzmann et Mikaël Fitoussi
- Musique : Côme Aguiar et Fred Sachs
- Décors : Marc Sausset
- Costumes :
- Photographie : Pascal Lagriffoul
- Montage : Constance Vargioni
- Son : Ferdinand Bouchara
- Production : Julien Madon
  - Producteur associé : Camille Rich
- Sociétés de production : A Single Man
- Sociétés de distribution : 21films
- Pays de production :  France et  Belgique
- Langue originale : français
- Format : couleur — 2,35:1
- Genre : Drame romantique
- Durée : 104 minutes
- Dates de sortie :
  - Canada : 30 janvier 2021
  - France : 19 avril 2023

## Distribution
Sauf indication contraire ou complémentaire, les informations mentionnées dans cette section proviennent du générique de fin de l'œuvre audiovisuelle présentée ici.
- Alain-Fabien Delon : Manu
- Redouanne Harjane : Romain
- Lola Aubrière (d) : Eva
- Mikaël Fitoussi : Carlos
- Marysole Fertard : Claire
- Edson Anibal : Sakho
- Michaël Abiteboul : Jimmy
- Caroline Ducey : Gisela
- Éric Defosse : Jacques
- David Ayala : Igor
- Nicolas Abraham : Darius